# Балебисхеви
Балебисхеви (груз. ბალებისხევი) — село в Грузии, на территории Тианетского муниципалитета края (мхаре) Мцхета-Мтианети.

## География
Село находится в центральной части Грузии, на расстоянии приблизительно 17 километров (по прямой) к юго-западу от посёлка городского типа Тианети, административного центра края и муниципалитета. Абсолютная высота — 1069 метров над уровнем моря.

## Население
По результатам официальной переписи населения 2014 года в Балебисхеви проживало 54 человека (29 мужчин и 25 женщин). В национальной структуре населения грузины составляли 98,1 %.
| Год  | Население, человек |
| ---- | ------------------ |
| 2002 | 82                 |
| 2014 | ↘ 54               |